# ロンデル・ダガー
ロンデル・ダガー (Rondel dagger) はヨーロッパの短剣の一種。単にロンデル（古仏語:Rondel、小円の意）とも呼ばれる。
14世紀頃から使われており、その使用者も商人から騎士までと幅広い。
ロンデルの名のとおり柄頭と鍔の部分が円形になっているのが特徴的で、柄の部分は木や骨等でできていた。剣身は30cmほどで細長く、断面は菱形あるいは三角形で鋭い切っ先を備えており刺突に適した形状であった。
15世紀初頭には騎士の標準的なサイドアームとして使用されている。1415年のアジャンクールの戦いでは、プレートアーマーを着用した騎士に対して兜の隙間などからこの短剣を突き刺してとどめを刺した。
また、15世紀中頃にジラール・ドゥ・ルシヨンが描いた絵画には、この短剣を腰につり下げた商人が描かれているのを確認することができる。